# Sarah Guillemard
Pour les articles homonymes, voir Guillemard.
Sarah Guillemard est une femme politique canadienne, membre du Parti progressiste-conservateur du Manitoba. En 2016, elle est élue députée à l'Assemblée législative du Manitoba dans la circonscription de Fort Richmond face à la candidate néo-démocrate sortante Kerri Irvin-Ross.